# Closer (album)

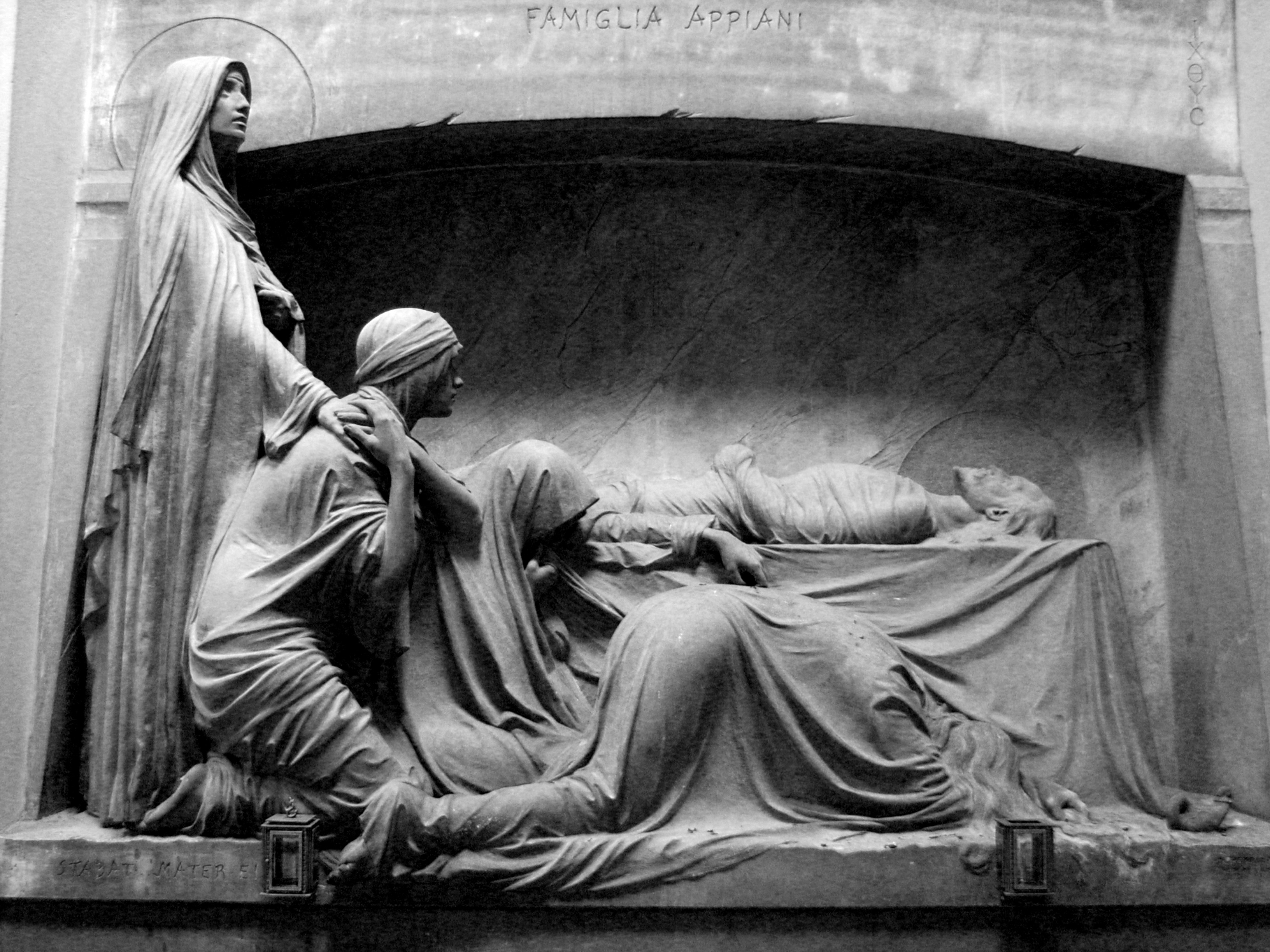
Zdjęcie grobowca rodziny Appiani wykorzystane na okładce płyty

Closer – wydany w lipcu 1980 album zespołu Joy Division.

## Krótki opis
Jest to ich druga płyta, po Unknown Pleasures, a zarazem ostatnia (po samobójstwie Iana Curtisa byli członkowie Joy Division utworzyli zespół o nazwie New Order). Album miał się ukazać 8 maja 1980 r., ale trafił do sklepów w lipcu, po śmierci wokalisty i na krótko przed planowaną trasą po Stanach Zjednoczonych. Closer dostał się do Top Ten w Wielkiej Brytanii. Producentem płyty był Martin Hannett, a album wydano w wytwórni płytowej Factory Records. Okładka została zaprojektowana przez Martyna Atkinsa i Petera Salville’a, wykorzystano fotografię autorstwa Bernarda Pierre'a Wolfa. Zdjęcie przedstawia grobowiec rodziny Appiani, który mieści się na Cimitero Monumentale di Staglieno w Genui we Włoszech.
W 2003 r. album został sklasyfikowany na 157. miejscu listy 500 albumów wszech czasów magazynu „Rolling Stone”.
W Polsce album został wydany w 1988 roku przez Tonpress.

## Twórcy
- Ian Curtis – wokal
- Bernard Sumner – gitara
- Peter Hook – gitara basowa
- Stephen Morris – perkusja

## Lista utworów
Autorzy: słowa - I. Curtis, muzyka - Joy Division.
| 1. | „Atrocity Exhibition” | 6:05  |
|    |                       |       |
| 2. | „Isolation”           | 2:53  |
|    |                       |       |
| 3. | „Passover”            | 4:46  |
|    |                       |       |
| 4. | „Colony”              | 3:55  |
|    |                       |       |
| 5. | „A Means to an End”   | 4:07  |
|    |                       |       |
| 6. | „Heart and Soul”      | 5:51  |
|    |                       |       |
| 7. | „Twenty Four Hours”   | 4:26  |
|    |                       |       |
| 8. | „The Eternal”         | 6:07  |
|    |                       |       |
| 9. | „Decades”             | 6:09  |
|    |                       |       |
|    |                       | 44:19 |
|    |                       |       |